# Ла-Торре-д'ен-Безора
Ла-Торре-д'ен-Безора, Торре-де-Ембесора (валенс. La Torre d'en Besora (офіційна назва), ісп. Torre de Embesora) — муніципалітет в Іспанії, у складі автономної спільноти Валенсія, у провінції Кастельйон. Населення — 182 особи (2010).

## Географія
Муніципалітет розташований на відстані близько 310 км на схід від Мадрида, 38 км на північ від міста Кастельйон-де-ла-Плана.

## Демографія
Динаміка населення (INE ):

## Галерея зображень

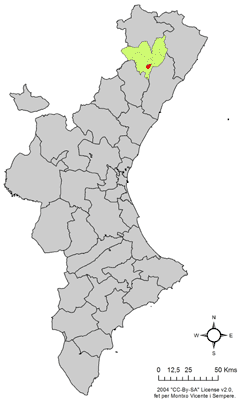
Розташування муніципалітету Ла-Торре-д'ен-Безора у автономній спільноті Валенсія
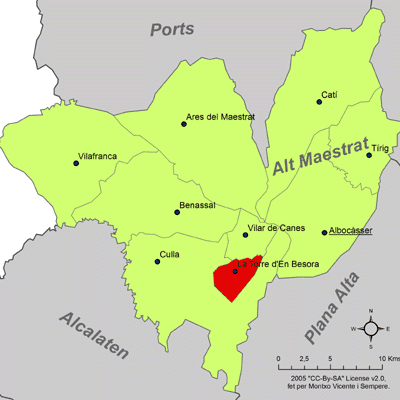
Розташування муніципалітету Ла-Торре-д'ен-Безора у комарці Альто-Маестрасго